# Zaza (película)
Zaza es una película que se basa en una historia original de Pierre Breton y Charles Simon.

## Argumento
Una mujer soltera que se gana la vida como cantante en un musical francés se enamora de un caballero aristocrático. El problema: él está casado.

## Otros créditos
- Productora: Paramount Pictures
- Dirección artística: Hans Dreier y Robert Usher
- Montaje: Edward Dmytryk
- Coreografía: LeRoy Prinz
- Diseño de vestuario: Edith Head.
- Color:Blanco y negro.